# Os Amores de Bob
Os Amores de Bob foi uma telenovela brasileira produzida e exibida pela extinta TV Tupi entre 1 de abril a 14 de agosto de 1968 às 17:45. Foi escrita e dirigida por Lúcia Lambertini.

## Sinopse
As aventuras de Bob, um estudante de dezoito anos, às voltas com mil garotas e confusões.
Bob conquista sempre a garota que tem na mira, mas quando a situação muda de figura, passa a garota para o amigo Vareta, que sozinho não se dá bem com as mulheres.

## Elenco
- Tony Ramos - Bob
- Maria Luíza Castelli - Isabela
- Roberto Orozco - Vareta
- Henrique César
- Riva Nimitz
- Annamaria Dias
- Shirley de Oliveira
- Edy Cerri
- Elizabeth Marin
- Dora Castellar
- Reny de Oliveira
- Cathy Stuart
- Marilise
- Meire Pavão